# 多治見市立昭和小学校
多治見市立昭和小学校（たじみしりつ しょうわしょうがっこう）は、岐阜県多治見市にある公立小学校。

## 通学区域
通学区域は金山町、末広町、昭和町、青木町、新町1・2丁目、広小路1-3丁目、御幸町1-3丁目、錦町1-4丁目、三笠町1-4丁目、京町1-6丁目、大畑町1丁目の一部、大畑町2・3丁目、大畑町4丁目の一部、大畑町6・7丁目、大畑町西仲根、大畑町大洞、大畑町赤松、平和町1-8丁目、本町1丁目、本町2丁目の一部、栄町1-3丁目、田代町1-3丁目、前畑町1-3丁目、脇之島町1・2丁目、脇之島町3-6丁目の一部、脇之島町7丁目、脇之島町8丁目の一部であり、公立中学校の進学先は多治見市立平和中学校である。

## 沿革
- 1941年（昭和16年）
  - 3月 - 昭和尋常高等小学校が開校する。
  - 4月 - 昭和国民学校に改称する。
- 1947年（昭和22年） - 多治見市立昭和小学校に改称する。
- 1972年（昭和47年） - 昭和小学校附属幼稚園が開園する[2]。
- 1981年（昭和56年） - 校舎（鉄筋コンクリート造4階建）が完成。
- 1982年（昭和57年） - 校舎（鉄筋コンクリート造4階建）を増築する。
- 1983年（昭和58年） - 大食堂が完成する。
- 1987年（昭和62年） - 多治見市立脇之島小学校を分離する。